# Lombok en Leidseweg

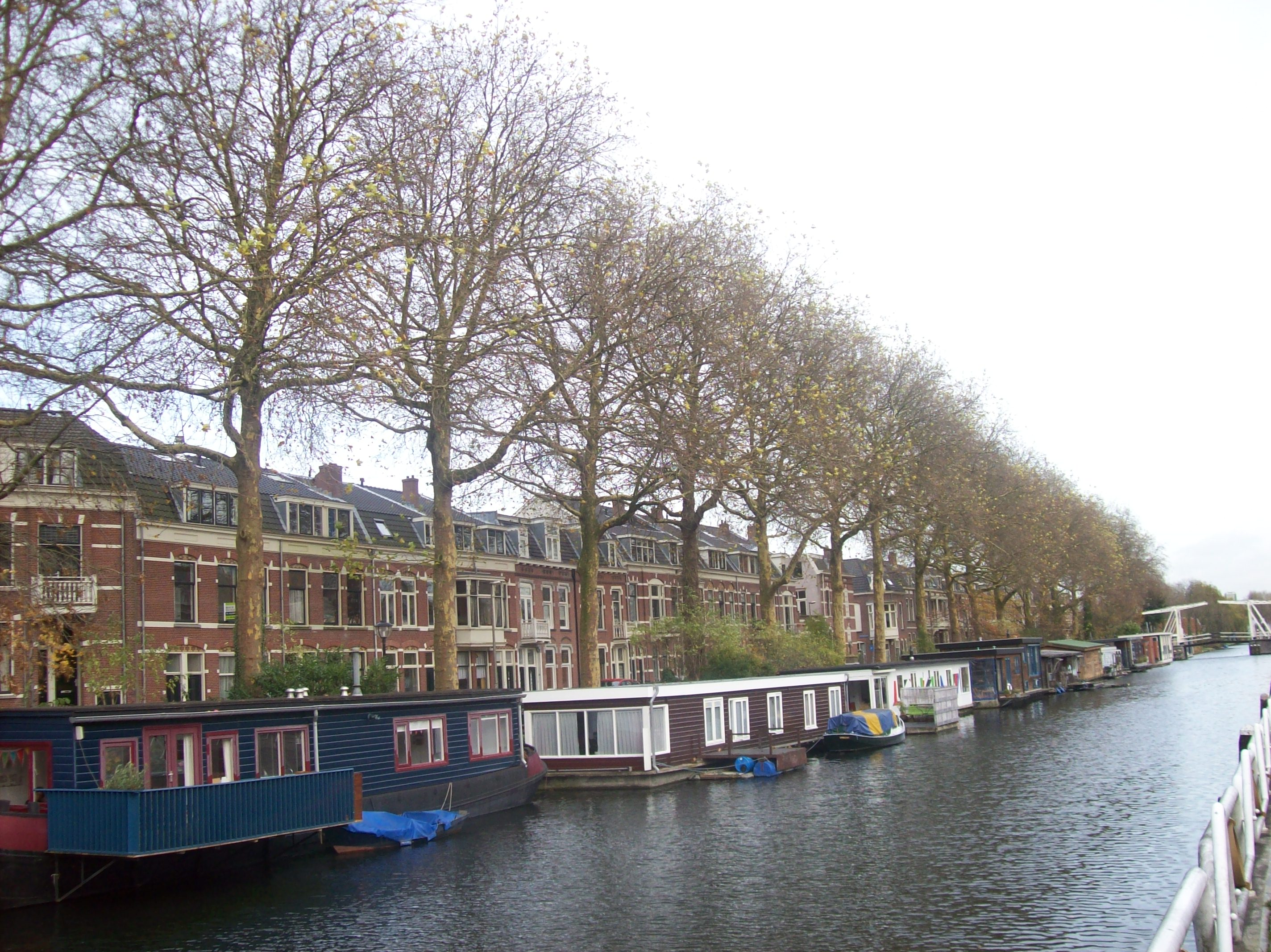
Woningen aan en in de Leidse Rijn

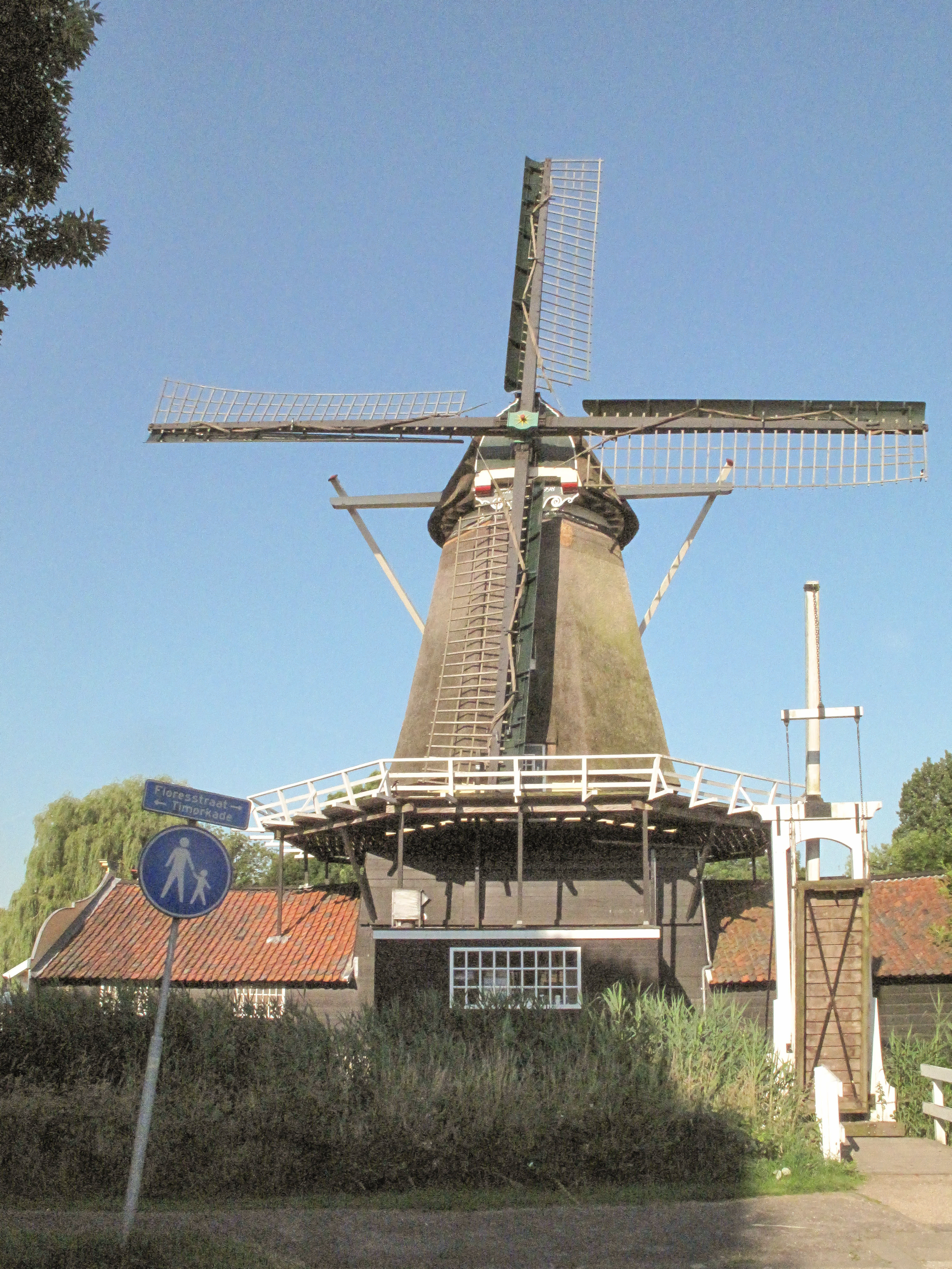
Houtzaagmolen De Ster

Lombok en Leidseweg is een subwijk in de wijk West in Utrecht, de hoofdstad van de Nederlandse provincie Utrecht. De subwijk bestaat uit de buurten Lombok-West, Lombok-Oost en Leidseweg en Omgeving. Lombok is gebouwd tussen 1886 en 1920 als typische arbeiderswijk.

## Leidseweg en omgeving
Deze buurt is ten opzichte van Lombok gesitueerd aan de andere zuidkant van de Leidse Rijn, tussen de Leidseweg, de Graadt van Roggenweg en het Merwedekanaal.

## Lombok
Bestuurlijk bestaat Lombok uit twee buurten, Lombok-Oost en Lombok-West, begrensd door de J.P. Coenstraat.
Lombok is eind 19e eeuw - begin 20e eeuw aangelegd ten westen van het centrum, langs de Leidse Rijn. Centraal door de wijk loopt de Kanaalstraat. De straatnamen en de naam zelf van de subwijk relateren aan eilanden, gebieden en VOC-lieden in de voormalige kolonie Nederlands-Indië (het huidige Indonesië). Lombok grenst aan het stationsgebied van Utrecht.

## Geschiedenis
De eerste bebouwing in het gebied bestond uit industrie, gevestigd langs de Vleutense Vaart en de Leidse Rijn. Naast enkele molens stond er sinds 1866 de "NV de Koninklijke Lood- en Zinkpletterijen voorheen A.D. Hamburger". Vanaf 1886 werd gebouwd aan de woonwijk. De hoofdstraten waren bestemd voor het kantoorpersoneel, de fabrieksarbeiders werden gehuisvest in de tussenliggende straten. De eerste woningen zijn om de industrie en enkele boomgaarden heen gebouwd. De meeste industriële en agrarische bebouwing, zoals de watertoren aan de Riouwstraat en molen de Bijgeval, zijn sindsdien gesloopt. Alleen De Ster, een houtzaagmolen uit 1739 staat er nog, beter gezegd: staat er weer. Deze molen werd tussen 1996 en 1998 herbouwd, boven op de oorspronkelijke zagerij. Als laatste is de loodpletterij gesloopt. Na bodemsanering is ook hiervoor woningbouw in de plaats gekomen.
Lombok was een van de eerste multiculturele subwijken van Utrecht (afgezien van de eerste pensions in de binnenstad). Lombok heeft een rijke historie gezien de toentertijd gevestigde industrieën. Tevens had de wijk een verbindingsfunctie met de Kanaalstraat en de Vleutense Vaart, later Vleutenseweg, met het 'achterland', de agrarische gebieden van De Meern en Vleuten.
Aan de Kanaalstraat vestigden zich de meeste allochtone ondernemers in verband met de maatschappelijke balans van de wijk. In de jaren 70/80 veranderde de wijk drastisch van gezicht aangezien de meeste arbeiders hun gezinnen over lieten komen. Het gezicht van de Kanaalstraat wordt tot de dag van vandaag bepaald door de overwegend Turkse winkeliers.
Toen in de jaren 80 en rond de millenniumwisseling in de grotere steden van Nederland stadsvernieuwing intrad, stond ook Lombok op de lijst om te worden opgeknapt. Het was een verloederde arbeiders-, zelfs achterstandswijk geworden. De gemeente heeft fors ingegrepen in Lombok, wat inderdaad resulteerde in een toestroom van jonge en kinderrijke gezinnen, die de demografische samenstelling flink veranderden.

## Typering wijk
Lombok staat bekend als een multiculturele wijk, met name vanwege de vele multiculturele winkels. De demografische samenstelling van de wijk is het afgelopen decennium flink veranderd. De wijk is voor de jonge stedeling in trek vanwege de karakteristieke straatjes en strategische ligging nabij het centrum. In navolging daarvan hebben diverse cafés en restaurantjes zich in en om de wijk gevestigd. Ondanks de nieuwe instroom in de wijk wonen er ook nog steeds veel nationaliteiten in de wijk, met name in de deelwijk Lombok-oost. De deelwijk Lombok-west heeft inmiddels minder niet westerse allochtonen dan het Utrechts gemiddelde.

## Architectuur
Vooral in Lombok-Oost bestaat de bebouwing uit oude arbeiderswoningen, in lange rijen haaks opgesteld tegen de Kanaalstraat, aan beide kanten van de straat. De opstelling van het arbeidersblok komt overeen met o.a buurten in Zuilen en in Oudwijk-Zuid, maar de arbeiderswoningen hebben een ander uiterlijk dan in de hiervoor genoemde arbeiderswijken. Met meer detail in de gevels, donkerder (harder gebakken) steen, en hoger naar boven gebouwd, onderscheiden deze tussenwoningen zich van die aan en rond de Amsterdamsestraatweg en de Oudwijkerdwarsstraat of de Abstederdijk.
Lombok is een uiterst levendige wijk, dit wordt versterkt door het uiterlijk van de buurt. In 2005 ging de Kanonstraat tegen de grond en het blok tussen de Damstraat en het Westplein. Hier verrees de nieuwe Ulu-moskee, naar het ontwerp van Ishak Önen, die werd geopend in 2014. Daaromheen, aan de Westpleinzijde en de Kanonstraat zijn appartementen gerealiseerd ontworpen door Marlies Rohmer.

## Markante plekken in Lombok
- Houtzaagmolen De Ster - Deze in 1999 gerenoveerde houtzaagmolen aan de Leidsche Rijn dateert uit 1721 (toen overigens de Leidsche Rijn nog Leidsche Vaart heette).
- Sint-Antonius van Paduakerk - Deze neoromaanse kerk uit 1903, een ontwerp van Jos Cuypers en Jan Stuyt, staat aan de Kanaalstraat, op de hoek met de J.P. Coenstraat en Abel Tasmanstraat.
- Het voormalig badhuis uit 1915 aan de Kanaalstraat 36.
- De oude sluis in het Merwedekanaal met aan de ene kant de gerenoveerde Cereolfabriek en daar tegenover Café Kanaalzicht.
- Kanaalstraat, de multiculturele straat van Utrecht, met onder meer (groente)winkels en islamitische slagers.

## Openbaar vervoer
Ten oosten van Lombok bevindt zich aan de Graadt van Roggenweg de sneltramhalte Graadt van Roggenweg. Van 1919 tot eind 1936 reed de Utrechtse tram naar de Billitonkade. Aan de Vleutenseweg, ten noorden van Lombok, bevinden zich meerdere haltes waar meermalen per uur bussen langsrijden.

## Bekende Lombokkers
- Dolf Brouwers (1912-1997), acteur, vooral bekend als Sjef van Oekel. Geboren op Kanonstraat 24[3]
- Joris Linssen, geboren in Nijmegen, maar als Ome Cor ook de Nachtegaal van Lombok genoemd.
- Gijs Schreuders, Journalist en oud-CPN-politicus groeide op in Lombok. In zijn boek De man die faalde schrijft hij zijdelings over zijn jeugd in de wijk.
- Wim Sonneveld (1917-1974), Cabaretier werd in Lombok geboren. Zijn vader had een kruidenierszaak aan de J.P. Coenstraat 84.
- Rita Verdonk (18 oktober 1955), minister voor Vreemdelingenzaken en Integratie in het Nederlandse kabinet-Balkenende II.
- Manon Uphoff (20 december 1962), geboren in de Damstraat. Schrijfster van onder meer 'Begeerte' (Rabobank lenteprijs), 'De Ochtend valt' (Opzij literatuurprijs). Voor haar gehele oeuvre ontving zij de C.C.S Crone-prijs.